# Expressen
Expressen är en svensk kvällstidning med beteckningen "obunden liberal", som grundades 16 november 1944 av Albert Bonnier Jr., Ivar Harrie och Carl-Adam Nycop. Expressen AB ingår i affärsområdet Bonnier News inom Bonnierkoncernen.  
Nuvarande styrelseordförande är Casten Almqvist . Expressen är en del av Bonnier News där Anders Eriksson är verkställande direktör. Expressens chefredaktör och ansvarig utgivare är Klas Granström. 

## Om Expressen

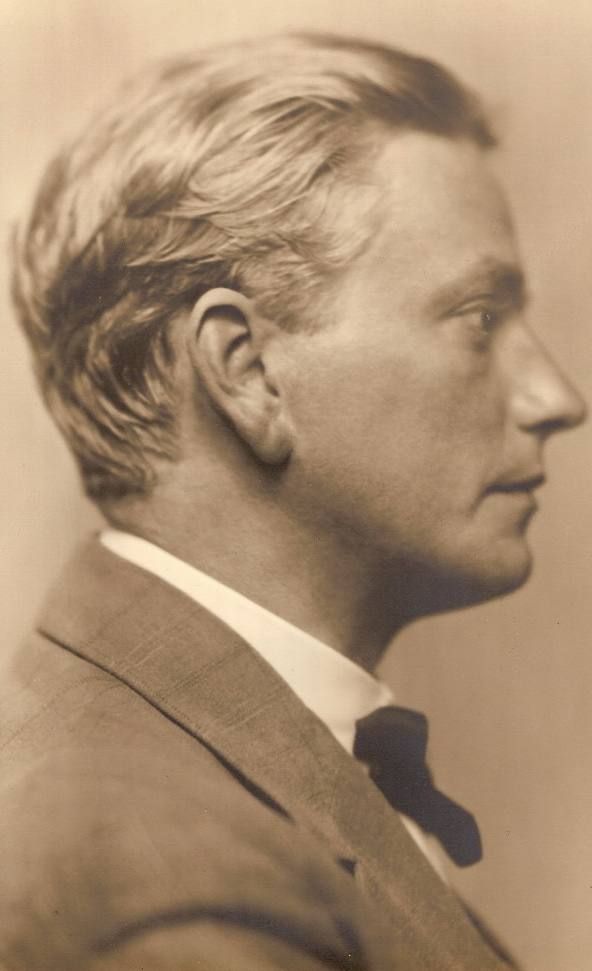
Expressens förste chefredaktör, Ivar Harrie.

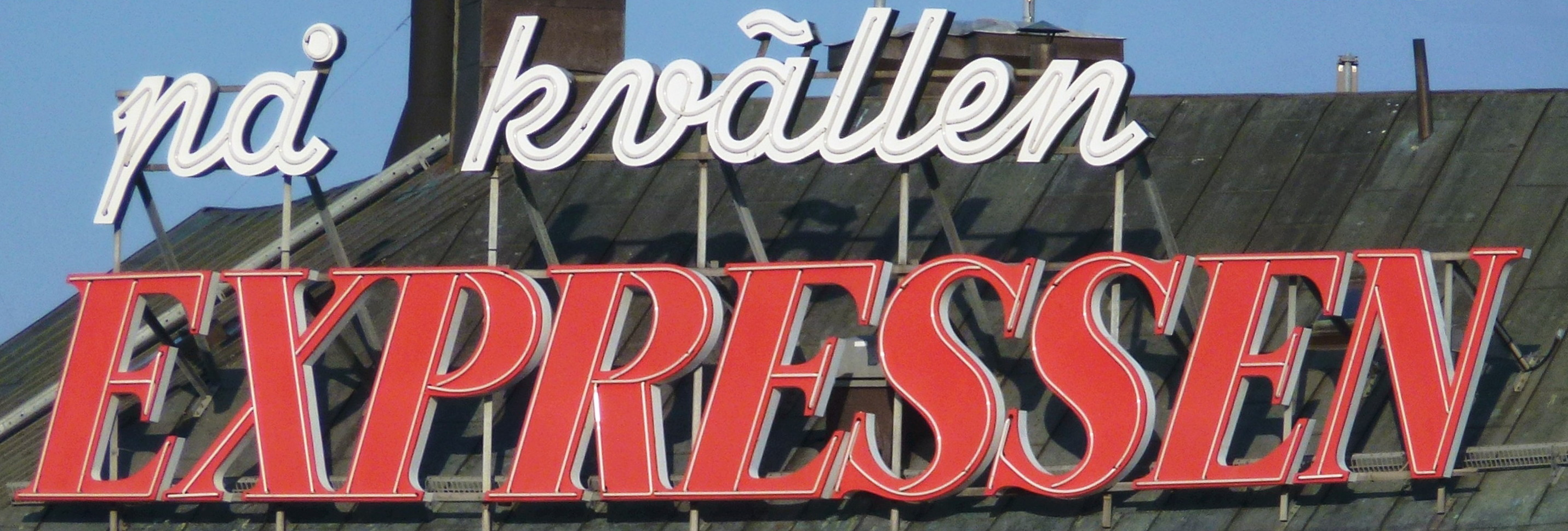
På kvällen EXPRESSEN.

Tidningen utkommer sex gånger i veckan. Till tidningen utges också olika magasin varje vecka. Expressen bevakar nyheter dygnet runt, på sajten och i appen kan du också titta på video och lyssna på poddar. Huvudkontoret är beläget vid Gjörwellsgatan i centrala Stockholm, huset delas med tidningarna Dagens Nyheter och Dagens Industri. Patrik Kronqvist är politisk redaktör på Expressen och Karin Olsson är biträdande chefredaktör.
Bland journalisterna på redaktionen finns en rad namn som sportkrönikören Mats Olsson som precis som allmänkrönikören Cecilia Hagen tilldelats Stora Journalistpriset. Chefen för grävgruppen Christian Holmén tilldelades 2006 tillsammans med Dick Sundevall Föreningen Grävande Journalisters utmärkelse Guldspaden för boken Tre bröder en granskning om Rinkebymordet. 2007 vann Christian Holmén tillsammans med fem Expressen-kollegor Guldspaden igen, då för avslöjande av moderatministern Maria Borelius affärer. Christian Holmén, Leo Lagercrantz och Mikael Ölander vann 2008 också Guldspaden för sina artiklar om Brilloboxaffären med Andy Warhols konstverk.
Expressen består av tre editioner: Expressen som är rikstäckande, Kvällsposten i Sydsverige och GT i Västsverige. Expressen har sin centralredaktion i Stockholm. GT har sin redaktion i Göteborg och Kvällsposten har sin i Malmö.     

## Historia från 1990-talet
Efter Bo Strömstedts avgång som chefredaktör 1991 skakades Expressen av en rad motgångar. Efterträdaren Erik Månsson fick till exempel lämna chefredaktörskapet 1993 efter artikelserien Svart på vitt och den beryktade löpsedeln "KÖR UT DEM! Så tycker svenska folket om invandrare och flyktingar". Tidningens upplaga sjönk. 
Under återstoden av 1990-talet fortsatte krisen att fördjupas samtidigt som chefredaktörerna avlöste varandra; under Christina Jutterströms ledning ändrades till och med tidningens officiella politiska uppfattning från "liberal" till "oberoende" samtidigt som konkurrenten Aftonbladet övertog positionen som Sveriges största dagstidning. Först 2002, då den tidigare Aftonbladetmedarbetaren Otto Sjöberg tillträdde, stabiliserades situationen. 
År 2005 startade Expressen TV-kanalen Sportexpressen. Kanalen bytte senare namn till TV4 Sport, efter att TV4-Gruppen 2006 gått in som delägare.
År 2006 dömdes Expressens ansvarige utgivare Otto Sjöberg för förtal av skådespelaren Mikael Persbrandt i Stockholms tingsrätt.
År 2016 kritiserades Expressen av Reklamombudsmannen för att ha genom typsnitt och utformning kamouflerat en annons som redaktionell text, vilket stred mot kraven på reklamidentifiering.
Expressens miljöpris instiftades av Olle Bengtzon och har delats ut till Saab-området i Mariedal i Vänersborg (1973), åldringscentret Aspen i Linköping (1977), bevarandet av Kejsarstan i Bollstabruk i Kramfors kommun (1980) och Reigun Thune-Hedström (1985).
Hösten 2023 meddelade Expressen att man skulle sluta ge ut tidningen i pappersform på söndagar. Orsaken var att söndagsdistributionen hade blivit för kostsam. Ungefär samtidigt fattade konkurrenten Aftonbladet samma beslut angående sin egen utgivning.

### Stingnet
Stingnet var en BBS startad av Expressen den 8 januari 1995. Tjänsten riktade sig mot ungdomar och användarna uppmuntrades att kommunicera med varandra i olika diskussionsgrupper, chatta och hämta och skicka vidare speldemos och program. Stingnet stängdes ner i oktober 1997.

## Chefredaktörer

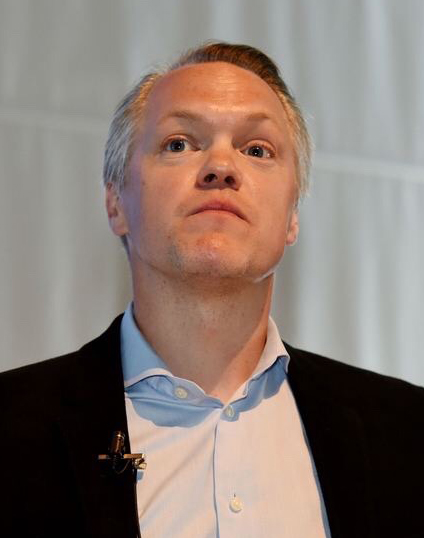
Expressens nuvarande chefredaktör Klas Granström, 2019.

- Ivar Harrie 1944–1960
- Per Wrigstad 1960–1977
- Bo Strömstedt 1977–1991
- Erik Månsson 1991–1993
- Olle Wästberg 1994–1995
- Christina Jutterström 1995–1996
- Staffan Thorsell 1997–2001
- Joachim Berner 2001–2002
- Otto Sjöberg 2002–2008
- Thomas Mattsson 2009–2019
- Klas Granström 2019–

## Kända Expressen-journalister genom tiderna
- Lasse Persson
- Robert Aschberg
- Olle Bengtzon
- Olle Carle (Cello)
- Per Olov Enquist
- Cecilia Hagen
- Natalia Kazmierska
- Liza Marklund
- Edvard Matz
- Kerstin Matz
- Ulf Nilson
- Carl Adam Nycop
- Mats Olsson
- Sven Melander
- Gösta Ollén
- Tommy Schönstedt
- Linda Skugge
- Lars Svedgård
- Ebba von Sydow
- Per Wendel
- Lars Widding
- Sigge Ågren
- Johan T Lindwall
- Olof Lundh
- Petter Karlsson
- Kid Severin
- Nora Strandberg
- Frida Boisen
- Thomas Malmquist
- Marcus Birro
- Christian Holmén
- Anders Fallenius
- Micke Ölander
- Albert Svanberg
- Niklas Svensson
- Anders Björkman
- Terese Cristiansson
- Gunnar Nordström
- Elin Kling
- Henrik Rydström
- Johan Orrenius
- Britta Svensson
- Lars Lindström
- Magda Gad

## Kritik och beröm
Medieakademins förtroendebarometer visar att 10 procent av den svenska allmänheten hade mycket eller ganska stort förtroende för Expressen år 2018, vilket är lägst av de tidskrifter som ingick i undersökningen, men identiskt med Facebook.
Expressen Publiceringen 2010, där en reporter under arbetet införskaffat en pistol för att påvisa hur lätt det var att få tag på illegala vapen, väckte debatt och ledde till att reportern, nyhetschefen och ansvarig utgivaren i maj 2012 fälldes i Högsta domstolen för vapenbrott.
I Sveriges Radios program Nordegren & Epstein i P1 berömde Thomas Nordegren Expressen för partiledardebatten inför riksdagsvalet 2018 och kritiserade samtidigt andra medier för att inte uppmärksamma den.

### Priser
Expressens reportrar har tilldelats en lång rad journalistiska priser. Ett urval:
- 1971: Stora journalistpriset till Olle Bengtzon, Expressen, och Bo Carlson, Göteborgs Handels- och Sjöfartstidning – delat pris
- 1972: Stora journalistpriset till Inger Wahlöö, Expressen
- 1974: Stora journalistpriset till Lennart Öjesten, Expressen
- 1976: Stora journalistpriset till Bo Strömstedt, Expressen, och Rolf Svensson, Göteborgs-Posten – delat pris
- 1979: Stora journalistpriset till Gunnar Rosell, Aftonbladet, och Curt Rådström, Expressen, delat pris
- 1981: Stora journalistpriset till Ingvar Hedlund, Expressen
- 1984: Stora journalistpriset till Göran Skytte, Aftonbladet och Suzanne Sjöqvist, Expressen – delat pris
- 1988: Stora journalistpriset till Per Wendel, Expressen
- 1989: Stora journalistpriset (postumt hedersomnämnande) till Sigge Ågren, Expressen
- 1992: Stora journalistpriset till Lennart Eriksson och Robert Österlind, Expressen – delat pris
- 1995: Guldspaden (hedersomnämnande) till Jens Assur och Georg Cederskog för Reportageserie om det svenska klassamhället
- 2000: Stora journalistpriset till Peter Kadhammar, Expressen
- 2002: Lukas Bonniers Stora Journalistpris till Mats Olsson, Expressen
- 2006: Lukas Bonniers Stora Journalistpris till Cecilia Hagen, Expressen
- 2006[a]: Guldspaden till Christian Holmén, Mikael Ölander, Cecilia Garme, Tomas Carlsson, Peter Thunborg, Johan Wallqvist, "Boreliusaffären", Expressen
- 2007: Guldspaden till Christian Holmén, Mikael Ölander, Leo Lagercrantz, för "Brillo-boxarna", Expressen
- 2007: Guldspaden (hedersomnämnande) till Joel Holm, Emma Boëthius, Expressen.se för "Casino Cosmopol"
- 2009: Guldspaden till Mikael Ölander, Mikael Hylin, för "Jan Guillou och KGB", Expressen
- 2012: Guldspaden till David Baas och Christian Holmén, "SD-skandalen", Expressen
- 2012: Gyllene dynamon till Christian Holmén, Expressen
- 2013: Guldspaden till Martin Fredriksson, Mathias Wåg, My Vingren, Carl Tullgren, Måns Nilsson och Loan Sundman, Christian Holmén och David Baas för "Avpixlat avpixlade", Researchgruppen och Expressen
- 2017: Stora journalistpriset till Magda Gad, Expressen
- 2018: Stora journalistpriset till David Baas, Expressen
- 2020: Årets dagstidning, Magda Gad i kategorin Ljud och bild, Expressen
- 2020: Wendela-priset, Johanna Karlsson och Michael Syrén, Expressen
- 2021: Nils Horner-priset, Magnus Falkehed och Niclas Hammarström, Expressen
- 2021: Olle Bengtzon-priset, Michael Syrén, Expressen
- 2021: IVA:s stora journalistpris, Amina Manzoor, Expressen
- 2022, Årets Bild, Lisa Mattisson utsågs till Årets Fotograf, Expressen
- 2022, Per Wendel-priset, David Baas, Expressen
- 2022, Årets dagstidning, Josefina Rickardt utsågs till Årets medieledare, Expressen
- 2022: Årets dagstidning, Magda Gad vann pris i kategorin Årets bildjournalistik, Expressen
- 2023: Årets dagstidning, Erik Wiman, Mattias Carlsson och Alex Ljungdahl prisades i kategorin Årets bevakning för unika Nord stream-bilder
- 2023: Guldspaden, David Baas tilldelades juryns särskilda pris för sina granskningar av den ”nationella högern”, Expressen
- 2024: Per Wendel-priset, Leif Brännström, Expressen
- 2024: Guldörat, podden Krimrummet med Kim Malmgren i kategorin Årets nyheter och aktualiteter, Expressen

## Se även

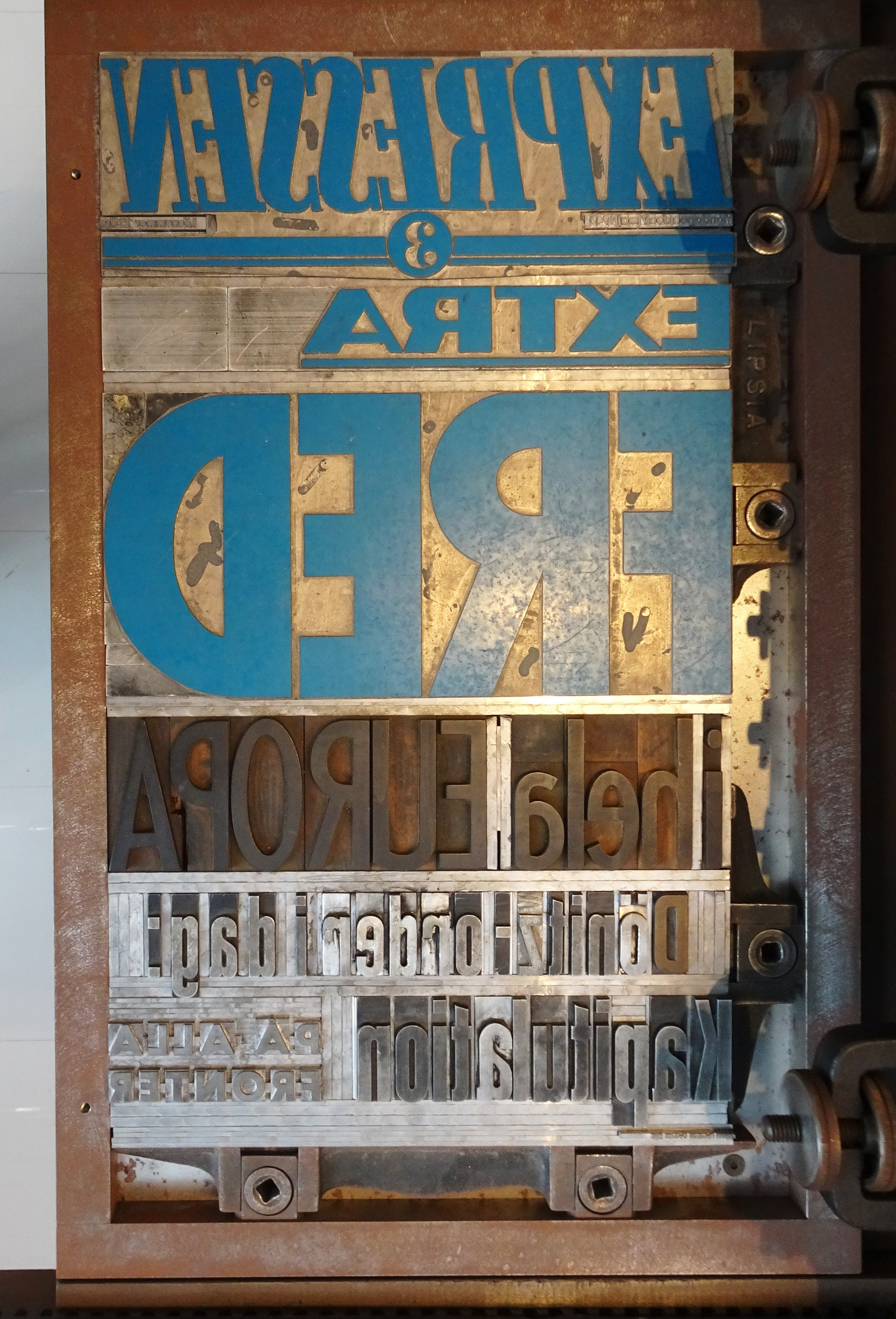
Löpsedel tryckplåt: Expressen-sida från den 7 maj 1945, "Fred i hela Europa".

### Fällningar i Pressens Opinionsnämnd
Mellan november 1969 och juli 2009 var Expressen den av Pressens Opinionsnämnd (PO) näst mest fällda tidningen med 183 fällningar, att jämföra med den mest fällda tidningen Aftonbladet med 253 fällningar. Bland morgontidningarna var Dagens Nyheter den mest fällda, 64 gånger. Under nämnda tidsperiod fälldes totalt 354 tidningar. Totalt fälldes 2 514 publiceringar av PO under perioden.[källa behövs]